# Belalos
Belalos (em latim: Belali) foi um assentamento romano da antiga província da África Proconsular, na atual Tunísia, que é identificado com a atual cidade de Henchir-Beli. Desde 1933, é uma sé titular da Igreja Católica, sufragânea da Arquidiocese de Cartago.

## História
Entre os bispos presentes no Concílio de Cartago de 411, que reuniu os bispos católicos e donatistas da África, participou o "Adeodato, bispo do povo de Belalos" (Adeodatus episcopus plebis Belalitensis), que declarou não ter concorrentes donatistas em sua diocese.
Hoje Belalos sobrevive como sé titular episcopal; o atual bispo-titular é Carlos Alberto de Pinho Moreira Azevedo, delegado do Pontifício Conselho para a Cultura.

## Bispos
- Adeodato † (mencionado em 411)

## Bispos titulares
Bispos titulares de Belalos:
1. Bernard Mels (1949-1959)
2. Moisés Julio Blanchoud (1960-1962)
3. Romeu Alberti (1964-1965)
4. Peter Magoshiro Matsuoka (1969-1971)
5. Heinrich von Soden-Fraunhofen (1972-2000)
6. José Horacio Gómez (2001-2004)
7. Carlos Alberto de Pinho Moreira Azevedo (2005-actual)